# Lengguru

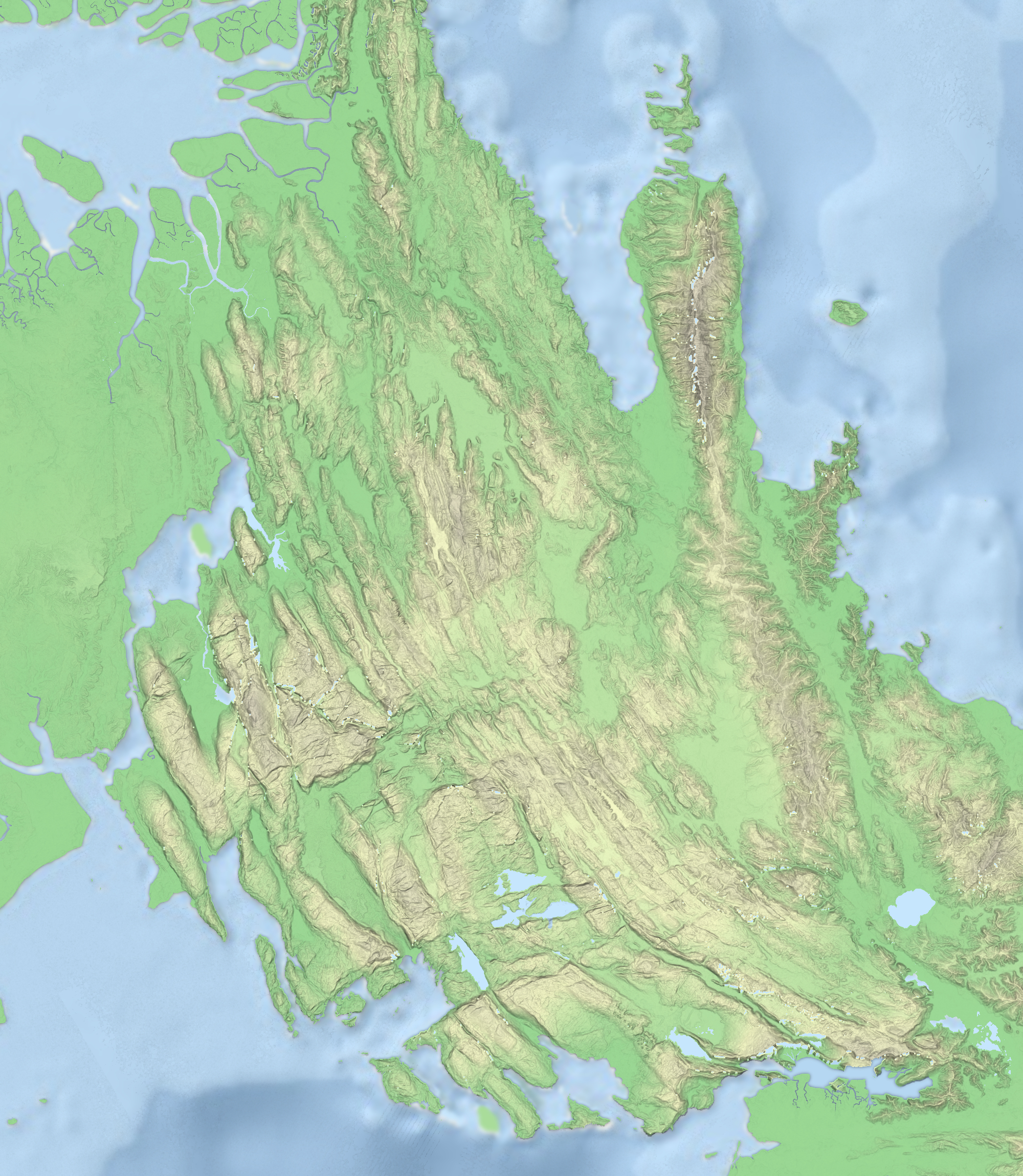
Topographische Karte des Lengguru

Lengguru ist ein Karst-Bergmassiv im indonesischen Westteil Neuguineas, im Regierungsbezirk Kaimana (Provinz Papua Barat) sowie mit Ausläufern in den angrenzenden Bezirken Teluk Bintuni und Teluk Wondama. Seine Fläche beträgt 35.000 km², und es ist damit etwa viermal so groß wie Korsika. Benannt ist das Bergmassiv nach dem gleichnamigen Fluss.

## Übersicht
Lengguru ist wenig erforscht und wurde nie dauerhaft durch den Menschen besiedelt. Das Gebiet zeichnet sich durch eine hohe Artenvielfalt aus, wobei viele Arten endemisch sind. Unter anderem findet sich hier die Krontaube, die größte lebende Taubenart der Welt.

## Maritime Region
Das Meer vor der Küste Lenggurus gehört zum Korallendreieck. Hier finden sich einige vom Aussterben bedrohte Arten, so etwa Vertreter der Teppichhaie. Daneben weist es weitere Besonderheiten auf – wie etwa sesshafte Walhaie. Ansonsten wandert diese Art.